# Samboaga
Samboaga est une localité située dans le département de Ziga de la province du Sanmatenga dans la région Centre-Nord au Burkina Faso.

## Géographie
Constitué de centres d'habitation dispersés, Samboaga se trouve à 10 km à l'ouest de Koura, à environ 18 km au nord-ouest de Ziga, le chef-lieu du département, et à environ 60 km au sud-est de Kaya, la capitale régionale. Le village se trouve à mi-chemin sur la route départementale reliant Ziga à Korsimoro (distant de 15 km au nord-ouest).

## Économie
L'agro-pastoralisme est l'activité principale de Samboaga.

## Éducation et santé
Le centre de soins le plus proche de Samboaga est le centre de santé et de promotion sociale (CSPS) de Koura tandis que le centre hospitalier régional (CHR) se trouve à Kaya.
Samboaga possède une école primaire publique.